# Coupe de Luxembourg 1963-1964
La Coppa di Lussemburgo 1963-1964 è stata la 39ª edizione della coppa nazionale lussemburghese disputata tra il 18 agosto 1963 e il 23 maggio 1964 e conclusa con la vittoria dell'Union Luxembourg, al suo quarto titolo.

## Formula
Eliminazione diretta in gara unica.

### 1º Turno preliminare
| Squadra 1                     | Risultato   | Squadra 2            |
| ----------------------------- | ----------- | -------------------- |
| 18 agosto 1963                |             |                      |
| Blo-Weiss Madernach           | 4 − 3       | Minerva Lintgen      |
| Claravallis Clervaux          | 5 − 1       | Jeunesse Schieren    |
| Differdange                   | 5 − 0       | Mansfeldia Clausen   |
| Feulen                        | 1 − 5       | FC Brouch            |
| Folschette                    | 4 − 4 (dts) | Les Ardoisiers Perlé |
| Hamm 37                       | 0 − 4 (dts) | Sanem                |
| Hobscheid                     | 5 − 0       | Atert Bissen         |
| Koeppchen Wormeldange         | 6 − 0       | AS Luxembourg        |
| Mondercange                   | 2 − 7       | US Bascharage        |
| Olympia Christnach/Waldbillig | 1 − 4       | Reisdorf             |
| Olympique Eischen             | 2 − 2 (dts) | Boevange/Attert      |
| Orania Vianden                | 5 − 0       | Pratzerthal          |
| Progrès Grund                 | 3 − 4 (dts) | Remich               |
| Red Boys Aspelt               | 5 − 0       | Blue Boys Muhlenbach |
| Sandweiler                    | 6 − 0       | Noertzange           |
| Sporting Bertrange            | 4 − 2       | Mamer 32             |
| Swift Hesperange              | 1 − 3       | CS Hollerich         |
| Victoria Rosport              | 5 − 0       | Jeunesse Useldange   |

| Squadra 1           | Risultato | Squadra 2      |
| ------------------- | --------- | -------------- |
| 22 agosto 1963      |           |                |
| Tricolore Gasperich | 2 − 1     | Jeunesse Biwer |

### 2º Turno preliminare
| Squadra 1             | Risultato   | Squadra 2                |
| --------------------- | ----------- | ------------------------ |
| 25 agosto 1963        |             |                          |
| Arminia Weidingen     | 8 − 4       | Victoria Rosport         |
| Brouch                | 2 − 0       | Jeunesse Koerich         |
| Claravallis Clervaux  | 2 − 4       | Old Boys Consdorf        |
| CS Hollerich          | 3 − 1       | Olympique Eischen        |
| Hobscheid             | 4 − 3       | Kopstal 33               |
| Jeunesse Hautcharage  | 3 − 2 (dts) | Gold a Ro't Wiltz        |
| Koeppchen Wormeldange | 1 − 0       | Remich                   |
| Orania Vianden        | 5 − 0       | Ehlerange                |
| Red Boys Aspelt       | 1 − 2       | US Bascharage            |
| Reisdorf              | 4 − 2       | Les Ardoisiers Perlé     |
| Sanem                 | 2 − 1       | Etoile Sportive Clemency |
| Sporting Bettembourg  | 1 − 0       | Sandweiler               |
| Tricolore Gasperich   | 1 − 0       | Differdange              |
| UNA Strassen          | 3 − 2       | Blo-Weiss Madernach      |
| US Esch               | 1 − 5       | Egalité Weimerskirch     |

| Squadra 1          | Risultato | Squadra 2       |
| ------------------ | --------- | --------------- |
| 29 agosto 1963     |           |                 |
| Sporting Bertrange | 2 − 3     | Arantia Berdorf |

### 3º Turno preliminare
| Squadra 1             | Risultato   | Squadra 2                   |
| --------------------- | ----------- | --------------------------- |
| 6 ottobre 1963        |             |                             |
| Arantia Berdorf       | 0 − 8       | Egalité Weimerskirch        |
| Brounch               | 1 − 4       | Jeunesse 07 Kayl            |
| Chiers Rodange        | 6 − 1       | CS Hollerich                |
| Etzella Ettelbruck    | 4 − 5       | Sanem                       |
| Grevenmacher          | 4 − 3       | Mondorf                     |
| Jeunesse Hautcharage  | 2 − 3 (dts) | Amis des Sports Schifflange |
| Koeppchen Wormeldange | 4 − 1       | UNA Strassen                |
| Marisca Mersch        | 2 − 3       | Oberkorn                    |
| Old Boys Consdorf     | 2 − 0       | Tricolore Gasperich         |
| Pétange               | 5 − 3       | Résidence Walferdange       |
| Racing Troisvierges   | 1 − 0       | Daring Echternach           |
| Red Star Merl         | 4 − 0       | Arminia Weidingen           |
| Reisdorf              | 1 − 9       | Fola Esch                   |
| Sporting Bettembourg  | 4 − 3       | Racing Rodange              |
| Steinfort             | 1 − 7       | Rapid Neudorf               |
| Tetange               | 4 − 3       | Orania Vianden              |
| The Belval Belvaux    | 0 − 7       | Rumelange                   |
| Titus Lamadelaine     | 4 − 0       | Red Black Pfaffenthal       |
| US Bascharage         | 2 − 3       | Hobscheid                   |
| Young Boys Diekirch   | 1 − 0       | US Niederwiltz              |

### Sedicesimi di finale
| Squadra 1                   | Risultato   | Squadra 2                |
| --------------------------- | ----------- | ------------------------ |
| 3 novembre 1963             |             |                          |
| Amis des Sports Schifflange | 0 − 2 (dts) | The National Schifflange |
| Chiers Rodange              | 3 − 1       | Koeppchen Wormeldange    |
| Egalité Weimerskirch        | 3 − 5       | US Dudelange             |
| Fola Esch                   | 1 − 0       | Jeunesse 07 Kayl         |
| Grevenmacher                | 4 − 1       | Young Boys Diekirch      |
| Hobscheid                   | 2 − 5       | Jeunesse Esch            |
| Oberkorn                    | 1 − 2       | Alliance Dudelange       |
| Old Boys Consdorf           | 1 − 3 (dts) | Red Boys Differdange     |
| Pétange                     | 1 − 3       | Union Luxembourg         |
| Racing Troisvierges         | 1 − 2       | Jeunesse Wasserbillig    |
| Rapid Neudorf               | 2 − 4       | Sporting Bettembourg     |
| Red Star Merl               | 0 − 1       | Progrès Niedercorn       |
| Sanem                       | 0 − 10      | Avenir Beggen            |
| Tetange                     | 0 − 5       | Stade Dudelange          |
| Titus Lamadelaine           | 1 − 4       | Spora Luxembourg         |
| Rumelange                   | 1 − 1 (dts) | Aris Bonnevoie           |

| Squadra 1                   | Risultato   | Squadra 2      |
| --------------------------- | ----------- | -------------- |
| 7 novembre 1963 (Spareggio) |             |                |
| Rumelange                   | 1 − 1 (dts) | Aris Bonnevoie |

| Squadra 1                       | Risultato | Squadra 2 |
| ------------------------------- | --------- | --------- |
| 13 novembre 1963 (2° Spareggio) |           |           |
| Aris Bonnevoie                  | 3 − 1     | Rumelange |

### Ottavi di finale
| Squadra 1            | Risultato | Squadra 2                |
| -------------------- | --------- | ------------------------ |
| 5 gennaio 1964       |           |                          |
| Aris Bonnevoie       | 1 − 0     | Spora Luxembourg         |
| Chiers Rodange       | 0 − 2     | Jeunesse Esch            |
| Fola Esch            | 1 − 2     | US Dudelange             |
| Grevenmacher         | 0 − 1     | Jeunesse Wasserbillig    |
| Progrès Niedercorn   | 3 − 2     | The National Schifflange |
| Sporting Bettembourg | 0 − 1     | Avenir Beggen            |
| Stade Dudelange      | 1 − 0     | Red Boys Differdange     |
| Union Luxembourg     | 3 − 0     | Alliance Dudelange       |

### Quarti di finale
| Squadra 1             | Risultato | Squadra 2     |
| --------------------- | --------- | ------------- |
| 23 febbraio 1964      |           |               |
| Jeunesse Wasserbillig | 2 − 1     | Avenir Beggen |
| Union Luxembourg      | 5 − 1     | US Dudelange  |

| Squadra 1          | Risultato | Squadra 2      |
| ------------------ | --------- | -------------- |
| 1° marzo 1964      |           |                |
| Progrès Niedercorn | 2 − 4     | Aris Bonnevoie |
| Stade Dudelange    | 0 − 2     | Jeunesse Esch  |

### Semifinali
| Squadra 1             | Risultato | Squadra 2        |
| --------------------- | --------- | ---------------- |
| 10 maggio 1964        |           |                  |
| Jeunesse Esch         | 3 − 4     | Aris Bonnevoie   |
| Jeunesse Wasserbillig | 0 − 1     | Union Luxembourg |

### Finale
| Arbitro: | Moscardo |

|                 |           |  |
| Hemmerling 105’ | Marcatori |  |

| Union Luxembourg | Aris Bonnevoie |

### Formazioni
| Union Luxembourg |    |                  |  |  |      |
|                  |    |                  |  |  |      |
| POR              | 1  | Nico Schmitt     |  |  |      |
| DIF              | 2  | Ady Colas        |  |  |      |
| DIF              | 3  | Romain Kies      |  |  |      |
| DIF              | 4  | Mathias Ewen     |  |  |      |
| DIF              | 5  | Roland Christen  |  |  |      |
| DIF              | 6  | René Schneider   |  |  |      |
| CEN              | 7  | Paul Ries        |  |  |      |
| CEN              | 8  | Constant Winandy |  |  |      |
| ATT              | 9  | Johny Leonard    |  |  |      |
| ATT              | 10 | Guy Bernardin    |  |  |      |
| ATT              | 11 | Jean Hemmerling  |  |  | 105’ |
| A disposizione:  |    |                  |  |  |      |
| Allenatore:      |    |                  |  |  |      |
| ?                |    |                  |  |  |      |

| Aris Bonnevoie  |    |                         |  |  |  |
|                 |    |                         |  |  |  |
| POR             | 1  | Théo Stendebach         |  |  |  |
| DIF             | 2  | Emile Wagner            |  |  |  |
| DIF             | 3  | Jean-Pierre Hoffstetter |  |  |  |
| DIF             | 4  | Paul Hoscheit           |  |  |  |
| DIF             | 5  | Norbert Marx            |  |  |  |
| DIF             | 6  | François Kohl           |  |  |  |
| CEN             | 7  | Johny Schreiner         |  |  |  |
| CEN             | 8  | Fernand Jeitz           |  |  |  |
| ATT             | 9  | Nicolas Hoffmann        |  |  |  |
| ATT             | 10 | Marco Maas              |  |  |  |
| ATT             | 11 | Josy Kirchens           |  |  |  |
| A disposizione: |    |                         |  |  |  |
| Allenatore:     |    |                         |  |  |  |
| ?               |    |                         |  |  |  |